# Julius Heinsius
Johann Julius Heinsius (* 7. Februar 1740 in Hildburghausen; †  19. Mai 1812 in Orléans) war ein deutscher Maler. Er war u. a. für die Töchter Ludwig XV. in Paris hauptsächlich als Porträtmaler tätig, er malte meist großformatig in Öl, aber auch in Miniatur.

## Leben
Johann Julius Heinsius war Bruder des Malers Johann Ernst Heinsius. Diese enge Verwandtschaft hat in der Kunstgeschichtsschreibung häufig zu Verwechslungen und Falschzuweisungen von Werken geführt, obwohl die Lebensläufe beider Brüder spätestens Ende der 1930er Jahre bekannt sind, wofür die Dissertation von 1937 von Hedwig Dauch-Schroeder, die 1940 erschien, gesorgt hatte. Das begann wohl mit Charles Oulmont und seiner 1913 in Paris erstmals erschienenen Heinsius-Biographie.
Johann Julius Heinsius, auch genannt Jean Jules, machte ab 1779 in Frankreich Karriere am Hofe und stellte regelmäßig in den Salons aus. Zuvor war er ab 1752 in den Niederlanden wie z. B. in Den Haag und Utrecht tätig. Durch die Französische Revolution und damit verbunden durch die Enthauptung von Ludwig XVI. und Marie-Antoinette sah sich Heinsius veranlasst Paris zu verlassen und nach Orleans zu gehen, obwohl er später noch unter Napoleon Aufträge in Paris ausführte.